# Stancomb-Willsgletsjer
De Stancomb-Willsgletsjer is een grote gletsjer aan de Prinses Marthakust van Koningin Maudland in Antarctica. De gletsjer eindigt ten zuiden van het eiland Lyddan in de Weddellzee waar het de Stancomb-Willsgletsjertong vormt. 
De gletsjer werd ontdekt op 5 november 1967 tijdens een vlucht van de United States Navy en in kaart gebracht door het United States Geological Survey op basis van de gemaakte luchtfoto's. Het Advisory Committee on Antarctic Names gaf de gletsjer zijn naam in 1969 samen met de aanpassing van de benaming van de gletsjertong die hieronder wordt beschreven.

## Stancomb-Willsgletsjertong
De Stancomb-Willsgletsjertong is de uitgestrekte uitbreiding van de Stancomb-Willsgletsjer in het oostelijk deel van de Weddellzee. De gletsjertong werd ontdekt in januari 1915 tijdens de Endurance-expeditie (1914-1917) onder leiding van de Britse poolonderzoeker Ernest Shackleton. Shackleton zag haar als een voorgebergte en noemde haar Stancomb-Wills Promontory naar Janet Stancomb-Wills (1854-1932), een van de belangrijkste financiers van de expeditie. In 1969 paste het Advisory Committee on Antarctic Names de naamgeving aan naar Glacier Tongue.